# بيقية مزروعة

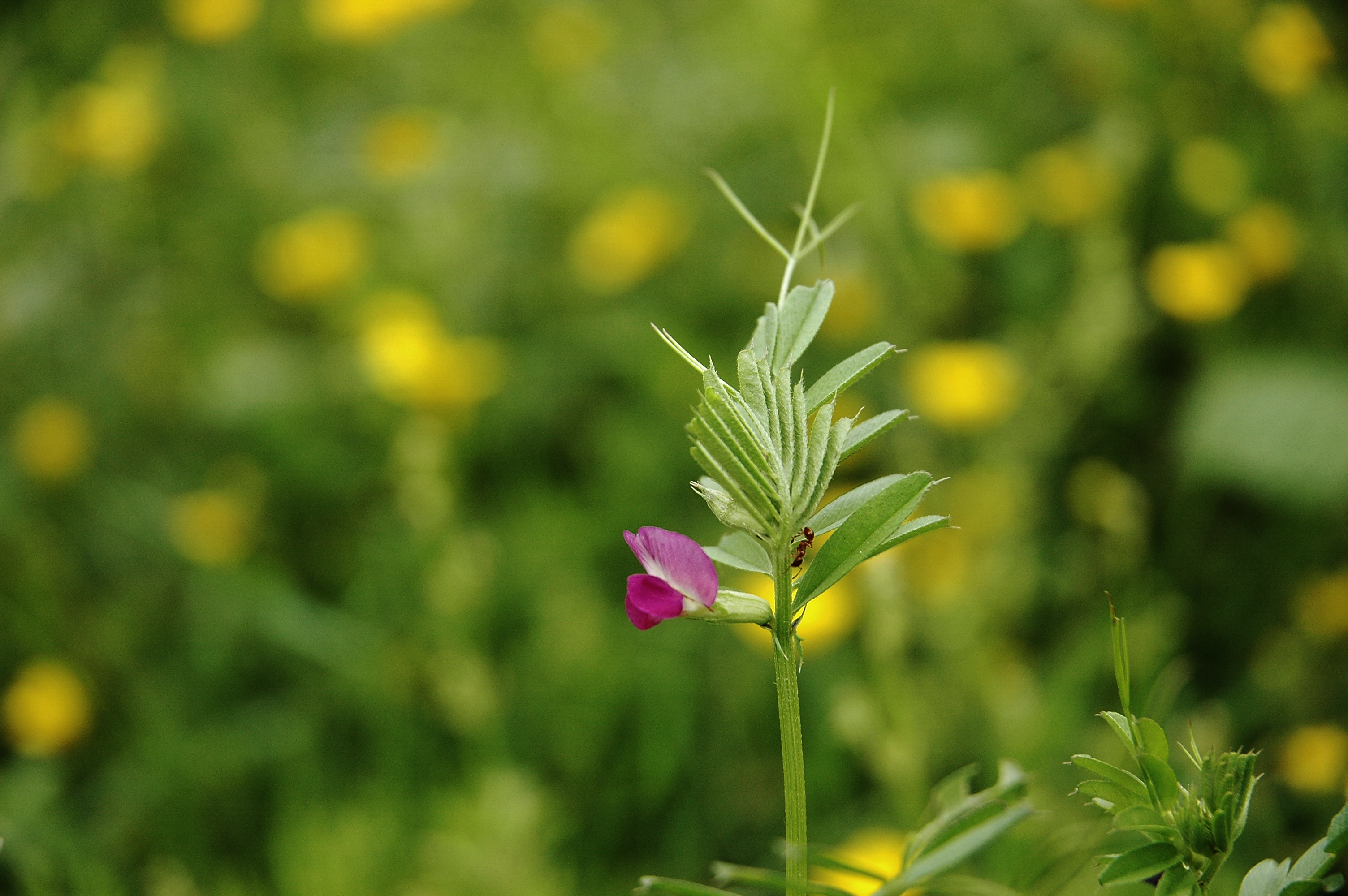
صورة للبيقية المزروعة

البيقية المزروعة ((باللاتينية: Vicia sativa)) أو (بالفرنسية: Vesce commune)‏ نوع نباتي علفي يتبع جنس البيقية من الفصيلة البقولية المعروفة بقدرتها على تثبيت النيتروجين الجوي من خلال بكتيريا المستجذرة أو الرايزوبيوم. تعد البيقية من الأعشاب حيث تنمو بريًا في كثير من المناطق و في الحقول الزراعية.

## الموئل والانتشار
تنتشر في المشرق العربي ووادي النيل والمغرب العربي وتركيا والقوقاز وكل مناطق أوروبا.